# Gardendale (Alabama)
Gardendale – miasto w Stanach Zjednoczonych, w stanie Alabama, w hrabstwie Jefferson. W roku 2023 miasto zamieszkiwało 16 096 osób, a gęstość zaludnienia wynosiła 346,2 osoby/km².